# Vasile Marinescu
Vasile Florin Marinescu (* 6. April 1976) ist ein rumänischer Fußballschiedsrichterassistent. Er steht als dieser seit 2013 auf der Liste der FIFA-Schiedsrichter.

## Karriere
Als Assistent begleitete er nebst vielen Partien auf nationaler Ebene unter anderem international nebst Partien auf Klub-Ebene, auch Spiele von Nationalmannschaften. Hierbei war er unter anderem bei der Nations League und der Europameisterschaft 2020 vertreten. Zur Weltmeisterschaft 2022 wurde er ins Aufgebot der Assistenten berufen.